# Sidney Santiago
Sidney Santiago Kwanza (Guarujá, 3 de agosto de 1985) é um ator, pesquisador, militante e diretor de teatro brasileiro.
Formado em atuação pela Escola de Arte Dramática da Universidade de São Paulo, é membro e um dos fundadores do grupo teatral Os Crespos. Também é formado em Sociologia e Política pela FESP.

## Biografia
Nascido na Ilha de Santo Amaro, em Guarujá, São Paulo, teve desde muito cedo contato com a arte. Dançou por nove anos antes de se interessar por poesia e teatro. É filho da união de uma mulher negra baiana migrante de origem Malê, com um mestiço de ascendência turca nascido na cidade de Santos. Atua no teatro, na televisão, no cinema e na área de editoração com temática negra. É idealizador da Revista Legítima Defasa, uma publicação sobre o teatro negro brasileiro, e um dos colaboradores da célebre Revista O Menelick 2º Ato.
No teatro junto a Cia Os Crespos de Teatro e Intervenção urbana desde 2005, construiu em parceria um projeto que envolve arte, teoria e política. Tornou-se uma voz combativa na luta contra os estereótipos raciais e a ausência de espaço para artistas negros na cena brasileira.
Desenvolve uma pesquisa sobre a memória negra nas artes do palco, e faz parte do Fórum da Performance Negra. Ainda no teatro realizou trabalhos com grandes nomes da cena contemporânea nacional e internacional, dentre eles: Cibele Forjaz, Zé Henrique de Paula, José Fernando de Azevedo, Celso Fratesch, Frank Cartorf (diretor do Teatro Volksbühne, da Alemanha) e Adelino Caracol, do grupo Horizonte Njinga Mbande, da Angola.
Na televisão teve sua estreia no seriado Turma do Gueto, de 2002, produzido pela Casablanca e exibido na Rede Record. Escrito por Netinho de Paula e Laura Malin, a iniciativa teve como foco mostrar a dura realidade da vida de jovens negros nas periferias dos grandes centros.
Na sequência protagonizou a série Carandiru, Outras Histórias, exibida pela Rede Globo entre 10 de junho e 12 de agosto de 2005, nas noites de sexta-feira, em 10 capítulos.
Com roteiro de Héctor Babenco, Fernando Bonassi, Victor Navas, Drauzio Varella e Jefferson Peixoto, e a direção de Walter Carvalho, Roberto Gervitz, Héctor Babenco e Márcia Faria. As histórias foram inspiradas nos personagens do filme Carandiru, baseado no livro Estação Carandiru, de Drauzio Varella.
Na Rede Globo, também participou em 2008 da minissérie Queridos Amigos, obra de Maria Adelaide Amaral com direção de Denise Saraceni, onde interpretou o jovem michê Jurandir. No ano de 2009, compôs o elenco da novela ganhadora do Emmy Caminho das Índias, onde interpretou o esquizofrênico Ademir, personagem que lhe rendeu diversas indicações a prêmios na televisão brasileira.

## Carreira

### Televisão
| Ano     | Título                             | Personagem               | Notas                                          |
| ------- | ---------------------------------- | ------------------------ | ---------------------------------------------- |
| 2004    | Metamorphoses                      | Xarope                   |                                                |
| 2004    | Turma do Gueto                     | Xarope                   |                                                |
| 2005    | Carandiru, Outras Histórias        | Kennedy                  |                                                |
| 2008    | Queridos Amigos                    | Jurandir                 |                                                |
| 2009    | Caminho das Índias                 | Ademir Silva             |                                                |
| 2009    | Tudo o Que É Sólido Pode Derreter  | Anjo                     | Episódio: "Auto da Barca do Inferno"           |
| 2013    | Pedro & Bianca                     | Luizão                   | Episódio: "Nossas raízes, levamos com a gente" |
| 2016–17 | Escrava Mãe                        | Sapião                   |                                                |
| 2017–19 | A Vida Secreta dos Casais          | Ezê                      |                                                |
| 2019–21 | Segunda Chamada                    | Gerisson da Silva (Gero) |                                                |
| 2022    | Não Foi Minha Culpa                | Valmir                   |                                                |
| 2022–24 | Rensga Hits!                       | Theodoro (Theo)          |                                                |
| 2024    | Meu Sangue Ferve por Você: A Série | Renan                    |                                                |

### Cinema
| Ano  | Título                         | Personagem           | Notas          |
| ---- | ------------------------------ | -------------------- | -------------- |
| 2024 | Meu Sangue Ferve por Você      | Renan / Sandra Pink  |                |
| 2024 | Saudosa Maloca                 | Cícero               |                |
| 2022 | O Pai da Rita                  | Vadinho              |                |
| 2021 | O Novelo                       | Cacau                |                |
| 2021 | Doutor Gama                    | José                 |                |
| 2021 | Era Uma Vez Após a Cura        | Lulucifer            | Curta-metragem |
| 2018 | Lima Barreto, ao Terceiro Dia  | Lima Barreto (jovem) |                |
| 2018 | Sequestro Relâmpago            | Matheus              |                |
| 2017 | A Comédia Divina               | Pai de classe média  | [ 4 ]          |
| 2016 | Diamante, o Bailarina          | Diamante             | Curta-metragem |
| 2016 | Mundo Deserto de Almas Negras  | Oscar                |                |
| 2015 | O Diabo Mora Aqui              | Bento                |                |
| 2015 | Mundo Deserto de Almas Negras  | Oscar Peixoto        |                |
| 2014 | A Grande Vitória               | Leandro              |                |
| 2014 | Um Salve Doutor                | Rasta                |                |
| 2013 | O Jogo                         | Garçom               | Curta-metragem |
| 2011 | Estamos Juntos                 | Nadinho              |                |
| 2010 | Os Inquilinos                  | Cleber               |                |
| 2010 | Reflexões de um Liquidificador | Rapaz da Vitamina    |                |
| 2008 | Graffiti                       | Al                   |                |
| 2007 | O Signo da Cidade              | Josi                 |                |
| 2006 | Os 12 Trabalhos                | Héracles             |                |

## Prêmios e indicações
| Ano  | Premiação                                                 | Categoria                              | Indicação                     | Resultado |
| ---- | --------------------------------------------------------- | -------------------------------------- | ----------------------------- | --------- |
| 2006 | Festival do Rio                                           | Melhor Ator                            | Os 12 Trabalhos               | Venceu    |
| 2007 | Cine PE                                                   | Melhor Ator de Longa                   | Os 12 Trabalhos               | Venceu    |
| 2008 | Prêmio Guarani de Cinema Brasileiro                       | Revelação                              | Os 12 Trabalhos               | Indicado  |
| 2009 | Prêmio Arte Qualidade Brasil                              | Melhor Ator Revelação                  | Caminho das Índias            | Indicado  |
| 2009 | Troféu Raça Negra                                         | Melhor Ator do Ano                     | Caminho das Índias            | Indicado  |
| 2017 | Festival de Cinema de Vitória                             | Melhor Interpretação de Curta-metragem | Diamante, O Bailarina         | Venceu    |
| 2017 | Encontro Nacional de Cinema e Vídeo dos Sertões           | Melhor Ator de Curta-metragem Ficção   | Diamante, O Bailarina         | Venceu    |
| 2018 | FESTICINI - Festival Internacional de Cinema Independente | Melhor Ator                            | Diamante, O Bailarina         | Indicado  |
| 2018 | Prêmio Cenym de Teatro                                    | Melhor Ator Coadjuvante                | O Leão no Inverno             | Indicado  |
| 2019 | Prêmio Bibi Ferreira                                      | Melhor Ator Coadjuvante em Peça        | O Leão no Inverno             | Indicado  |
| 2020 | Prêmio Arcanjo de Cultura                                 | Especial                               | 15 anos da Cia Os Crespos     | Venceu    |
| 2020 | Prêmio Aplauso Brasil de Teatro                           | Destaque                               | Terça Crespa                  | Indicado  |
| 2022 | Los Angeles Brazilian Film Festival                       | Melhor Ator                            | O Novelo                      | Venceu    |
| 2023 | Festival Sesc Melhores Filmes                             | Melhor Ator Nacional                   | Lima Barreto, ao Terceiro Dia | Indicado  |
| 2024 | Prêmio Sim à Igualdade Racial                             | Arte em Movimento                      | Cia Os Crespos                | Pendente  |
| 2024 | Prêmio Arcanjo de Cultura                                 | Especial                               | Cia Os Crespos                | Pendente  |
| 2024 | Los Angeles Brazilian Film Festival                       | Melhor Ator Coadjuvante                | Saudosa Maloca                | Indicado  |
| 2024 | Prêmio Shell - SP                                         | Melhor Ator                            | A Solidão do Feio             | Pendente  |